# Francisco Mera (taekwondo)
Francisco Mera es un deportista español que compitió en taekwondo. Ganó una medalla de bronce en el Campeonato Europeo de Taekwondo de 1982, en la categoría de –60 kg.

## Palmarés internacional
| Campeonato Europeo | Campeonato Europeo | Campeonato Europeo | Campeonato Europeo |
| Año                | Lugar              | Medalla            | Categoría          |
| ------------------ | ------------------ | ------------------ | ------------------ |
| 1982               | Roma (Italia)      | Medalla de bronce  | –60 kg             |